# Hyundai Steel
Hyundai Steel est une entreprise sidérurgique de la Corée du Sud établie à Incheon et à Séoul. Elle a été fondée en 1953. Hyundai Steel est la plus ancienne compagnie sidérurgique du pays. C'est actuellement une filiale majeure de Hyundai Motor Group.
Hyundai Steel a racheté le complexe sidérurgique Hanbo Steel à Dangjin. Après les travaux de réaménagement, Hyundai Motor Group deviendra le seul constructeur automobile à pouvoir se fournir en acier pour la production automobile.